# TCP10L
TCP10L (англ. Putative uncharacterized protein encoded by LINC00846) – білок, який кодується однойменним геном, розташованим у людей на короткому плечі 21-ї хромосоми. Довжина поліпептидного ланцюга білка становить 126 амінокислот, а молекулярна маса — 13 706.
| 10         |  | 20         |  | 30         |  | 40         |  | 50         |
| ---------- |  | ---------- |  | ---------- |  | ---------- |  | ---------- |
| MERPLIWHLP |  | GLFPRPQFCP |  | CSCGCFLHCG |  | SHGEETRVPL |  | VESGKNSIFT |
| SLPANDHSSF |  | TTSAGTYLGK |  | ETGPMWWPSL |  | RCGRASGVAL |  | MHSTAQACGH |
| HSPWAAWHLD |  | SFPSLAEVCV |  | ALQGRI     |  |            |  |            |

A: Аланін

C: Цистеїн

D: Аспарагінова кислота

E: Глутамінова кислота

F: Фенілаланін

G: Гліцин

H: Гістидин

I: Ізолейцин

K: Лізин

L: Лейцин

M: Метіонін

N: Аспарагін

P: Пролін

Q: Глутамін

R: Аргінін

S: Серин

T: Треонін

V: Валін

W: Триптофан